# 國際旅遊

各地區每年國際遊客人數

國際旅遊，指遊客離開自己國家到別國旅遊的一種安排。全球一體化使旅遊業成為一項全球流行的休閒活動。世界旅遊組織將遊客定義為「為休閒、商務或其他目的，前往其慣常環境以外的地點旅行並停留不超過連續一年的人」。據世界衛生組織於2009年的估計，全球任何時候都有多達50萬人在前往旅遊目的地的途中或正在回國。
2010年，全球國際遊客人數超過9.4億人次，總收益達到9,190億美元，比2009年增長了6.5%，實際增長為4.7%。到2016年，遊客人數上升至12.35億，目的地消費額達12,200億美元。之後曾經因為各國對COVID-19實施封鎖，國際旅遊業一度停擺，大大減緩了整體成長趨勢。
國際旅遊可以對目的地帶來不可多得的外匯收入，但是亦會對環境產生負面影響，部分原因是航空帶來的碳排放問題，但也存在其他問題，包括富裕遊客帶來的生活方式對當地基礎設施、水和垃圾處理系統等帶來壓力。